# Качугский район
Ка́чугский райо́н — административно-территориальное образование (район) и муниципальное образование (муниципальный район) в Иркутской области России.
Административный центр — посёлок городского типа Качуг.

## География
Качугский район на юго-западе и западе граничит с районами Усть-Ордынского Бурятского округа, на северо-западе с Жигаловским районом, на севере — с Казачинско-Ленским районом, на северо-востоке с Бурятией, на юго-востоке и юге — с Ольхонским районом.

## История
Создан декретом ВЦИК «О разделении территории Иркутской губернии на округа и районы» от 28 июня 1926 года. 12 марта 1946 года из состава Качугского района был выделен Ангинский район, но 15 июля 1953 года он был присоединён обратно.

## Население
| 1939    | 1959    | 1970    | 1979    | 1989    | 2002    | 2009    |
| ------- | ------- | ------- | ------- | ------- | ------- | ------- |
| 45 042  | ↘33 381 | ↘28 786 | ↘22 941 | ↗23 026 | ↘20 501 | ↗20 504 |
| 2010    | 2011    | 2012    | 2013    | 2014    | 2015    | 2016    |
| ↘17 388 | ↘17 336 | ↗17 337 | ↘17 240 | ↘17 205 | ↘17 107 | ↗17 124 |
| 2017    | 2021    |         |         |         |         |         |
| ↘17 032 | ↘15 292 |         |         |         |         |         |

В Качугском районе проживают представители коренного малочисленного народа Севера — эвенков. Всего их 266 человек, в том числе 64 ребёнка. Основная часть народа живёт в трёх посёлках — Вершина-Тутуры, Тырка и Чинонга.

### Урбанизация
В городских условиях (рабочий посёлок Качуг) проживают 41,99 % населения района.

## Национальный состав
| № |         | 1939 год        | 2002 год        | 2010 год        | 2021 год        |
| - | ------- | --------------- | --------------- | --------------- | --------------- |
| 1 | Русские | 38446 (85,35 %) | 18154 (88,55 %) | 15654 (90,69 %) | 13780 (91,36 %) |
| 2 | Буряты  | 3548 (7,87 %)   | 1317 (6,42 %)   | 899 (5,2 %)     | 738 (4,89 %)    |
| 3 | Эвенки  | 484 (1,07 %)    | 290 (1,41 %)    | 243 (1,4 %)     | 251 (1,66 %)    |
| 3 | Татары  | 1001 (2,22 %)   | 222 (1,08 %)    | 153 (0,88 %)    | 95 (0,62 %)     |
|   | всего   | 45042 (100 %)   | 20501 (100 %)   | 17260 (100 %)   | 15083 (100 %)   |

## Муниципально-территориальное устройство
В муниципальный район входят 14 муниципальных образований, в том числе 1 городское поселение и 13 сельских поселений:
| №  | Муниципальное образование                   | Административный центр | Количество населённых пунктов | Население (чел.) | Площадь (км²) |
| -- | ------------------------------------------- | ---------------------- | ----------------------------- | ---------------- | ------------- |
| 1  | Качугское городское поселение               | рабочий посёлок Качуг  | 1                             | ↘6421            | 30,06         |
| 2  | Ангинское муниципальное образование         | село Анга              | 7                             | ↘1110            | 1783,25       |
| 3  | Белоусовское муниципальное образование      | село Белоусово         | 10                            | ↗420             | 3876,69       |
| 4  | Бирюльское муниципальное образование        | село Бирюлька          | 8                             | ↘964             | 530,57        |
| 5  | Большетарельское муниципальное образование  | село Большая Тарель    | 1                             | ↘197             | 2801,92       |
| 6  | Бутаковское муниципальное образование       | село Бутаково          | 7                             | ↘980             | 2587,79       |
| 7  | Верхоленское муниципальное образование      | село Верхоленск        | 12                            | ↘803             | 2461,69       |
| 8  | Вершино-Тутурское муниципальное образование | село Вершина Тутуры    | 3                             | ↗220             | 5481,78       |
| 9  | Залогское муниципальное образование         | село Залог             | 3                             | ↘282             | 7460,67       |
| 10 | Зареченское муниципальное образование       | село Заречное          | 3                             | ↘417             | 461,44        |
| 11 | Карлукское муниципальное образование        | село Карлук            | 2                             | ↘558             | 178,29        |
| 12 | Качугское муниципальное образование         | рабочий посёлок Качуг  | 11                            | ↗1513            | 1537,71       |
| 13 | Манзурское муниципальное образование        | село Манзурка          | 3                             | ↘1195            | 1417,78       |
| 14 | Харбатовское муниципальное образование      | село Харбатово         | 6                             | ↘1423            | 785,77        |

### Населённые пункты
В Качугском районе 77 населённых пунктов.
| №  | Населённый пункт | Тип             | Население | Муниципальное образование                   |
| -- | ---------------- | --------------- | --------- | ------------------------------------------- |
| 1  | Алексеевка       | деревня         | ↘20       | Верхоленское муниципальное образование      |
| 2  | Анга             | село            | ↗869      | Ангинское муниципальное образование         |
| 3  | Аргун            | деревня         | ↗346      | Карлукское муниципальное образование        |
| 4  | Ацикяк           | деревня         | ↘91       | Бутаковское муниципальное образование       |
| 5  | Белоусово        | село            | ↗111      | Белоусовское муниципальное образование      |
| 6  | Бирюлька         | село            | ↘592      | Бирюльское муниципальное образование        |
| 7  | Болото           | деревня         | ↘114      | Залогское муниципальное образование         |
| 8  | Большая Тарель   | село            | ↘197      | Большетарельское муниципальное образование  |
| 9  | Большедворова    | деревня         | ↘15       | Верхоленское муниципальное образование      |
| 10 | Большие Голы     | деревня         | ↘147      | Качугское муниципальное образование         |
| 11 | Большой Косогол  | деревня         | ↗110      | Бирюльское муниципальное образование        |
| 12 | Большой Улун     | деревня         | →14       | Бутаковское муниципальное образование       |
| 13 | Босогол          | деревня         | ↗106      | Качугское муниципальное образование         |
| 14 | Буредай          | деревня         | →2        | Бутаковское муниципальное образование       |
| 15 | Бутаково         | село            | ↘507      | Бутаковское муниципальное образование       |
| 16 | Верхоленск       | село            | ↗543      | Верхоленское муниципальное образование      |
| 17 | Вершина Тутуры   | село            | ↗183      | Вершино-Тутурское муниципальное образование |
| 18 | Гогон            | деревня         | →12       | Белоусовское муниципальное образование      |
| 19 | Дурутуй          | деревня         | →3        | Ангинское муниципальное образование         |
| 20 | Житова           | деревня         | ↘20       | Белоусовское муниципальное образование      |
| 21 | Загулан          | деревня         | →4        | Ангинское муниципальное образование         |
| 22 | Залог            | село            | ↘189      | Залогское муниципальное образование         |
| 23 | Заречное         | село            | →227      | Зареченское муниципальное образование       |
| 24 | Зуева            | деревня         | ↘180      | Манзурское муниципальное образование        |
| 25 | Исеть            | деревня         | ↗255      | Качугское муниципальное образование         |
| 26 | Ихинагуй         | деревня         | →0        | Белоусовское муниципальное образование      |
| 27 | Карлук           | село            | ↘215      | Карлукское муниципальное образование        |
| 28 | Картухай         | деревня         | ↗11       | Верхоленское муниципальное образование      |
| 29 | Качуг            | рабочий посёлок | ↘6421     | Качугское городское поселение               |
| 30 | Кистенева        | деревня         | ↗38       | Качугское муниципальное образование         |
| 31 | Козлово          | село            | ↘1        | Верхоленское муниципальное образование      |
| 32 | Копцыгай         | деревня         | ↗32       | Зареченское муниципальное образование       |
| 33 | Копылова         | деревня         | ↗172      | Зареченское муниципальное образование       |
| 34 | Корсукова        | деревня         | ↘181      | Харбатовское муниципальное образование      |
| 35 | Краснояр         | деревня         | ↗593      | Качугское муниципальное образование         |
| 36 | Кузнецы          | деревня         | →7        | Ангинское муниципальное образование         |
| 37 | Кукуй            | деревня         | ↗130      | Бирюльское муниципальное образование        |
| 38 | Куницына         | деревня         | →2        | Верхоленское муниципальное образование      |
| 39 | Лесной           | посёлок         | ↘24       | Качугское муниципальное образование         |
| 40 | Литвинова        | деревня         | ↘179      | Харбатовское муниципальное образование      |
| 41 | Магдан           | деревня         | ↘56       | Белоусовское муниципальное образование      |
| 42 | Макрушина        | деревня         | →15       | Бирюльское муниципальное образование        |
| 43 | Малая Тарель     | деревня         | ↘133      | Бирюльское муниципальное образование        |
| 44 | Малые Голы       | деревня         | ↗156      | Качугское муниципальное образование         |
| 45 | Манзурка         | село            | ↘849      | Манзурское муниципальное образование        |
| 46 | Мыс              | село            | ↗36       | Ангинское муниципальное образование         |
| 47 | Никилей          | село            | ↗301      | Харбатовское муниципальное образование      |
| 48 | Новохарбатова    | деревня         | ↗213      | Харбатовское муниципальное образование      |
| 49 | Обхой            | деревня         | ↘28       | Белоусовское муниципальное образование      |
| 50 | Подкаменка       | деревня         | →33       | Бирюльское муниципальное образование        |
| 51 | Полоскова        | деревня         | ↘119      | Манзурское муниципальное образование        |
| 52 | Ремизова         | деревня         | →56       | Верхоленское муниципальное образование      |
| 53 | Рыкова           | деревня         | ↘200      | Ангинское муниципальное образование         |
| 54 | Сутай            | деревня         | ↘43       | Качугское муниципальное образование         |
| 55 | Суханай-Байбет   | деревня         | ↗10       | Качугское муниципальное образование         |
| 56 | Тальма           | деревня         | →0        | Белоусовское муниципальное образование      |
| 57 | Тарай            | деревня         | ↗15       | Ангинское муниципальное образование         |
| 58 | Тимирязева       | деревня         | ↘128      | Качугское муниципальное образование         |
| 59 | Толмачева        | деревня         | ↘46       | Верхоленское муниципальное образование      |
| 60 | Тырка            | деревня         | →16       | Вершино-Тутурское муниципальное образование |
| 61 | Тюменцева        | деревня         | →24       | Верхоленское муниципальное образование      |
| 62 | Усть-Тальма      | деревня         | ↗51       | Белоусовское муниципальное образование      |
| 63 | Хабардина        | деревня         | →6        | Верхоленское муниципальное образование      |
| 64 | Хальск           | деревня         | ↗83       | Харбатовское муниципальное образование      |
| 65 | Харбатово        | село            | ↘459      | Харбатовское муниципальное образование      |
| 66 | Хобанова         | деревня         | ↘7        | Белоусовское муниципальное образование      |
| 67 | Чанчур           | деревня         | →1        | Залогское муниципальное образование         |
| 68 | Челпанова        | деревня         | ↘56       | Верхоленское муниципальное образование      |
| 69 | Чемякина         | деревня         | ↗17       | Бирюльское муниципальное образование        |
| 70 | Чептыхой         | деревня         | ↘73       | Качугское муниципальное образование         |
| 71 | Чинонга          | деревня         | ↘28       | Вершино-Тутурское муниципальное образование |
| 72 | Шевыкан          | деревня         | →4        | Бутаковское муниципальное образование       |
| 73 | Шеина            | деревня         | ↗218      | Бутаковское муниципальное образование       |
| 74 | Шеметова         | деревня         | ↘153      | Белоусовское муниципальное образование      |
| 75 | Шишкина          | деревня         | ↘78       | Верхоленское муниципальное образование      |
| 76 | Щапова           | деревня         | ↘172      | Бутаковское муниципальное образование       |
| 77 | Юшина            | деревня         | →0        | Бирюльское муниципальное образование        |

### Упразднённые населённые пункты
- деревня Хутерген (декабрь 2004 года[26])

## Транспортная инфраструктура
Центр района посёлок Качуг связан автомобильной дорогой Р418 (так называемый Качугский тракт (ранее — Якутский тракт) с городом Иркутском. Далее дорога идёт через село Верхоленск в посёлок Жигалово. В Качуге — речной порт, первый от истока на реке Лене.

## Экономика
В основе экономики — сельское хозяйство (мясо-молочное направление) и лесозаготовка. Дотационный регион.
Леса занимают 90 % территории района (в основном лиственница и кедр).

## Достопримечательности
- Через посёлок Качуг — первый порт на Лене — проходило значительное число маршрутов при освоении Сибири и Якутии.
- Село Верхоленск — место ссылки декабристов, участников польских восстаний и др.
- На скальных выходах по берегам реки Лены — петроглифы «Шишкинские писаницы».
- Село Анга — здесь родились:
  - святитель Иннокентий (1797—1879) — первый православный епископ Камчатки, Якутии, Приамурья и Северной Америки. Открыт музей, посвящённый святителю Иннокентию.
  - А. П. Щапов (1831—1876) — российский историк и этнограф, известный исследователь раскола Русской церкви и старообрядчества.